# Magdalena de Valois
Magdalena de Valois (10 august 1520 – 7 iulie 1537), a fost prințesă a Franței și regină a Scoției, fiind soția regelui Iacob al V-lea al Scoției.

## Arbore genealogic
1. ↑  Kindred Britain
2. ↑  IdRef, accesat în 22 mai 2020